# Strobl
Strobl ist eine Gemeinde im Bezirk Salzburg-Umgebung im Land Salzburg in Österreich. Die Gemeinde hat 3690 Einwohner (Stand 1. Jänner 2024) und gehört zum Gerichtsbezirk Seekirchen am Wallersee.

## Geografie

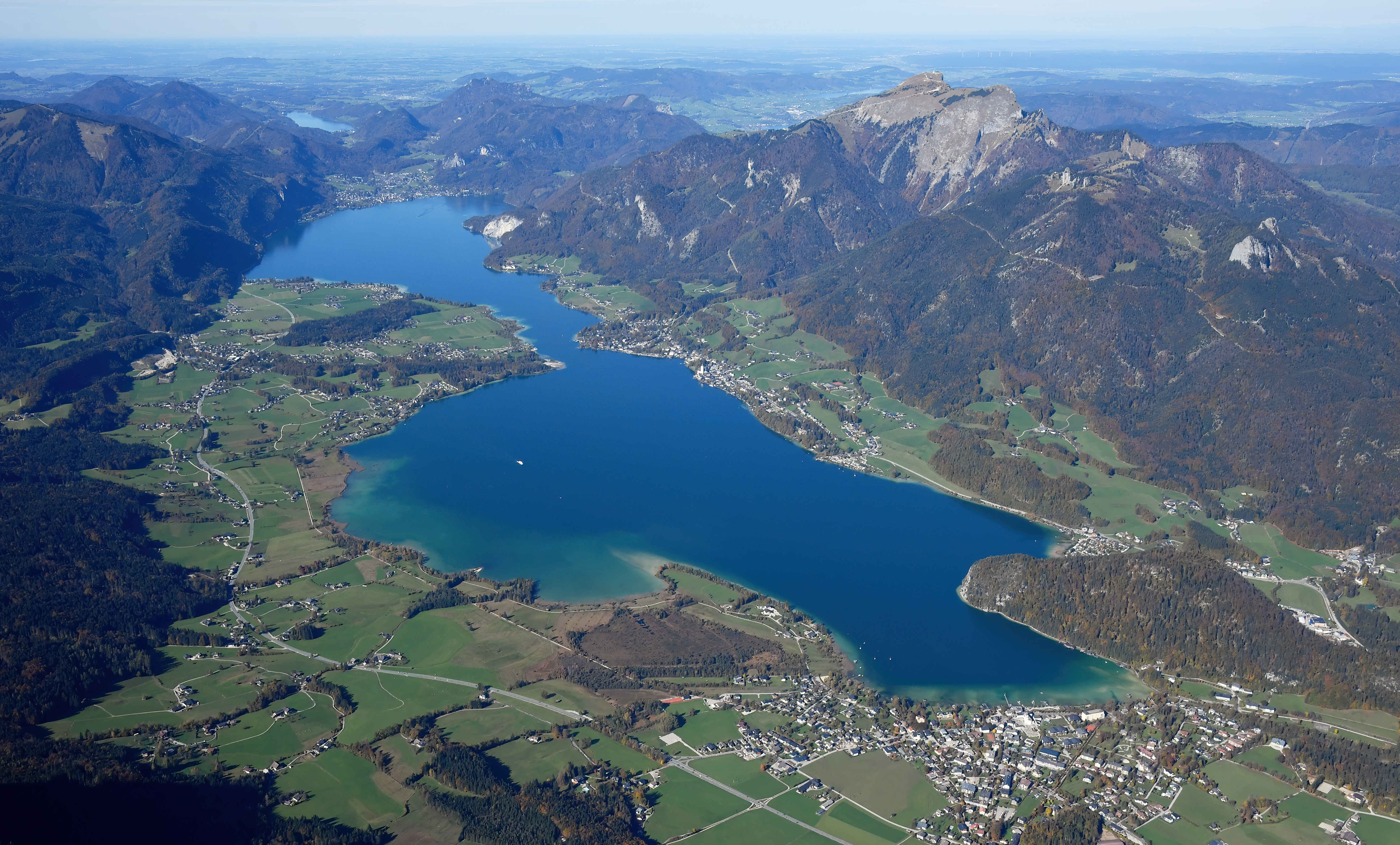
Wolfgangsee mit Schafberg, vorne Strobl, mittig Sankt Wolfgang im Salzkammergut und die Zinkenbach-Halbinsel bei Abersee, hinten Almkogelgruppe (Schober, Drachenwand)

Die Gemeinde liegt im Flachgau am Wolfgangsee im Salzburger Salzkammergut. Die Gemeinde nimmt die mittlere rechte Seite des Wolfgangtals ein, mit dem Südostufer des Sees ab dem Zinkenbach (Zinkenbach-Halbinsel) bis zum Bürgl[stein] (745 m ü. A.), und südlich der oberen Ischler Ache (auch Ischl). Wichtigstes Nebental ist das Weißenbachtal mit der Postalm, das sich in die Osterhorngruppe der Salzburger Voralpen respektive Salzkammergut-Berge zieht.
Durch seine sonnige Lage am weiten, flachen Ostufer des Wolfgangsees hat Strobl schöne Naturbadestrände mit relativ hohen Wassertemperaturen.

### Gemeindegliederung
Das Gemeindegebiet umfasst folgende vier Katastralgemeinden und Ortschaften (Fläche Stand 31. Dezember 2023; Bevölkerung am Stand 1. Jänner 2024):
- im Westen: Gschwendt (3.384,16 ha, 627 Ew.) – auf der Zinkenbach-Halbinsel des Wolfgangsee
- im Zentrum: Strobl (942,01 ha, 1393 Ew., Hauptort) – am Ostende des Wolfgangsees am Fuß des Bürglsteins
- im Süden: Weißenbach (KG Weissenbach 2.317,35 ha, 816 Ew.) – am Eingang des Weißenbachtals
- im Osten: Aigen (2.744,81 ha, 854 Ew.) – rechtsufrig an der Ischl

Zählsprengel sind Strobl für den Hauptort und Strobl-Umgebung für den Rest der Gemeinde.
Strobl gehört zur LEADER-/INTERREG-Region Kulturerbe (Inneres) Salzkammergut (REGIS). Tourismuswirtschaftlich kooperiert die Gemeinde mit St. Gilgen und dem oberösterreichischen St. Wolfgang in der Tourismusregion Ferienregion Wolfgangsee (Wolfgangsee Tourismus Gesellschaft WTG) als Teil des Verbunds Salzkammergut.

### Nachbargemeinden
|                                                   | St. Wolfgang i.Skg. (Bez. Gmunden, OÖ)          |                                |
| Sankt Gilgen (Bez. Salzburg-Umgebung, (Flachgau)) | Kompassrose, die auf Nachbargemeinden zeigt     | Bad Ischl (Bez. Gmunden, OÖ)   |
| Abtenau (Bez. Hallein/Tennengau)                  | Rußbach am Paß Gschütt (Bez. Hallein/Tennengau) | Bad Goisern (Bez. Gmunden, OÖ) |

## Hauptort der Gemeinde
Gemeindehauptort ist die Ortschaft und Katastralgemeinde Strobl.
Das Dorf befindet sich 34 km östlich von Salzburg und 10 km westlich von Bad Ischl. Es liegt am Ostufer des Wolfgangsees, 4 km südöstlich von St. Wolfgang, auf um die 542 m ü. A. Höhe (der See liegt auf 538 m ü. A.). Es erstreckt sich vom Ausfluss der Ischler Ache am Fuß des Bürgels (auch Bürglstein, 745 m ü. A.) bis an die Wolfgangsee Straße B 158 und umfasst um die 350 Adressen. Westlich des Ortes liegt am See Marienhof auf der Marienhalbinsel, östlich hinter der St. Wolfganger Straße (L 116) die Parkvillage Seethurn.
Die Katastralgemeinde zieht sich auf gut 5 km südwestwärts in die Osterhorngruppe. Dazu gehören auch die Häuser Am Urschlag und die zerstreuten Häuser Haberg rechts im Wolfgangtal. Hier zieht sich das kleine Tal des Moosbachs südwärts, die Grenzen bilden Bleckwand (1541 m ü. A.) und der charakteristische Sparber (1502 m ü. A.). Dort liegt die Schartenalm.
Die Ortschaft Strobl umfasst um die 400 Häuser mit 1372 Einwohnern (1. Jänner 2017).
Bedeutende Sehenswürdigkeiten sind die Pfarrkirche Hl. Sigismund und etliche Häuser der Gründerzeit (Deutschvilla, Lederervilla, Marienhof).
Der Ort hat eine Seepromenade, ein öffentliches Seebad und eine Schiffsanlegestelle. Direkt westlich des Orts liegt das Naturschutzgebiet Blinklingmoos.
| Wolfgangsee             | St. Wolfgang im Salzkammergut (KG) Bürglstein (O) (Gem. St. Wolfgang i.Skg., Bez. Gmunden, OÖ) | Mönichsreith ∗ (Gem. St. Wolfgang i.Skg., Bez. Gmunden, OÖ) |
| Gschwendt (O u. KG) ∗   | Kompassrose, die auf Nachbargemeinden zeigt                                                    | Aigen (O u. KG)                                             |
| Haberg (O u. KG Strobl) |                                                                                                | Weißenbach (O u. KG) ∗                                      |

## Geschichte
Der Name „Strobl“ bedeutet Strubbeliger Mann und geht auf das 14. Jahrhundert zurück. Damals, als der Wolfgangsee noch Abersee genannt wurde, scheint ein gewisser Friedrich Stroblo als erster Inhaber einer „Seege“ (= Fischteich) auf.
160 Jahre später sind die „Strobls“ Inhaber einer Liegenschaft Am Schober und bilden den Kern des entstehenden Ortes Strobl. 1593 wurde der Ortsname Strobl erstmals urkundlich verwendet, setzte sich allerdings erst im 19. Jahrhundert allgemein durch. Der Ortsname geht auf Hanns III. Strobl zurück, der am Ort um 1587 Amtmann und Tavernenwirt war. Die Familie Strobl war bis 1765 die führende am Ort. Unter dem eingeheirateten Nachfolger Joseph Sigmund Berchtold und Sonnenburg zerfiel der Besitz der Familie Strobl, im Volk hatte sich aber der Name „Strobl“ für die Gegend um das alte Wirtshaus Am Schober eingebürgert.
Zur Zeit der Zerstückelung des alten Besitzes und Übertragung der Tavernenrechte vom alten Strobl-Wirtshaus entstand gegen 1800 der Platzlhof. Es wurde das Wirtshaus zur Post und war Station der Thurn- und Taxischen Postlinie. 1877 bis 1890 erlebte es eine Blütezeit, als zusätzlich zum florierenden Postwagenverkehr die Fiaker ihre Gäste aus dem kaiserlichen Bad Ischl an den Wolfgangsee brachten.
1890 wurde Strobl an die Ischlerbahn (Salzkammergut-Lokalbahn, SLKB) nach Bad Ischl angeschlossen (Eröffnung 5. August), was einen weiteren Aufschwung an Tagesausflüglern, bedingt durch die leichte Erreichbarkeit, zur Folge hatte. Der Anschluss nach Salzburg über St. Gilgen und Mondsee wurde erst 1893 fertiggestellt (Eröffnung 20. Juni). Damit setzte auch eine erste Ortsentwicklungsphase ein. Die Bahn verkehrte bis 1957 und wurde dann dem Straßenausbau geopfert.
Um die Jahrhundertwende 1900 wurde Strobl zum Landsitz des Baron von Gecmen-Waldeck. Die Familie war durch die Industrialisierung zu großem Reichtum gelangt. Sie besaß in Wien ein hochherrschaftliches Palais in Hietzing und große Besitzungen in Böhmen.
Während der Sommeraufenthalte Kaiser Franz Joseph I. in Bad Ischl war der Strobler Besitz Treffpunkt prominenter gesellschaftlicher Ereignisse. Hier verkehrte Hocharistokratie und Großbürgertum.
Nach dem Zweiten Weltkrieg setzte mit dem Tourismus ab den 1960er Jahren eine neuerliche Entwicklungsphase ein. Auf einem Teil des Gecmen-Waldeckischen Besitzes entstand das Kurhotel Schloss Strobl. Die alte Bausubstanz wurde voll erhalten und saniert und fügt sich harmonisch in die moderne Nutzung ein. In den Osterhornbergen entstand mit der Postalm ein gut besuchtes Familienschigebiet. Hauptwirtschaftsfaktor ist bis heute aber die sommerliche Badesaison am See.

## Politik

### Gemeinderat
| Gemeinderatswahl 2024Wahlbeteiligung: 74,6 % 6050403020100 36,9 % (−18,8 %p)36,6 % (+11,5 %p)13,8 % (+2,6 %p)12,7 % (+4,7 %p) ÖVPSPÖGRÜNEFPÖ20192024 |

Die Gemeindevertretung hat insgesamt 21 Mitglieder.
- Mit den Gemeindevertretungs- und Bürgermeisterwahlen in Salzburg 2004 hatte die Gemeindevertretung folgende Verteilung: 11 ÖVP, 8 SPÖ, und 2 FPÖ.
- Mit den Gemeindevertretungs- und Bürgermeisterwahlen in Salzburg 2009 hatte die Gemeindevertretung folgende Verteilung: 13 ÖVP, 6 SPÖ, und 2 FPÖ.
- Mit den Gemeindevertretungs- und Bürgermeisterwahlen in Salzburg 2014 hatte die Gemeindevertretung folgende Verteilung: 11 ÖVP, 5 SPÖ, 3 GRÜNE, und 3 FPÖ.
- Mit den Gemeindevertretungs- und Bürgermeisterwahlen in Salzburg 2019 hatte die Gemeindevertretung folgende Verteilung: 13 ÖVP, 5 SPÖ, 2 GRÜNE, und 1 FPÖ.
- Mit den Gemeindevertretungs- und Bürgermeisterwahlen in Salzburg 2024 hat die Gemeindevertretung folgende Verteilung: 8 ÖVP, 8 SPÖ, 3 GRÜNE und 2 FPÖ.[6]

### Bürgermeister
- 1954–1974 Michael Laimer[7]
- 1974–1982 Hans Stehrer[8]
- 1982–2004 Franz Unterberger (ÖVP)[9]
- 2004–2024 Josef Weikinger (ÖVP)[10]
- seit 2024 Harald Humer (SPÖ)[11]

### Wappen
Das Wappen der Gemeinde ist beschrieben:
„In silbernem Schild ein querliegendes, goldverschnürtes blaues Bündel mit Roheisenstäben, dahinter wachsend ein vorwärtsgekehrter Mann mit schwarzem Spitzbart und „strubbeligen“ Haaren, bedeckt mit breiträndrigem grünen Barett, rückwärts mit zwei schwarzen Hahnenfedern geschmückt, steifer silberner Halskrause, bekleidet mit blauem Wams und ärmellosem grünen Überrock, mit goldenem Pelzkragen und zwei goldenen Knöpfen, in der Rechten einen schwarzen Richterstab haltend, die Linke auf das Eisenbündel gelegt.“

## Kultur und Sehenswürdigkeiten

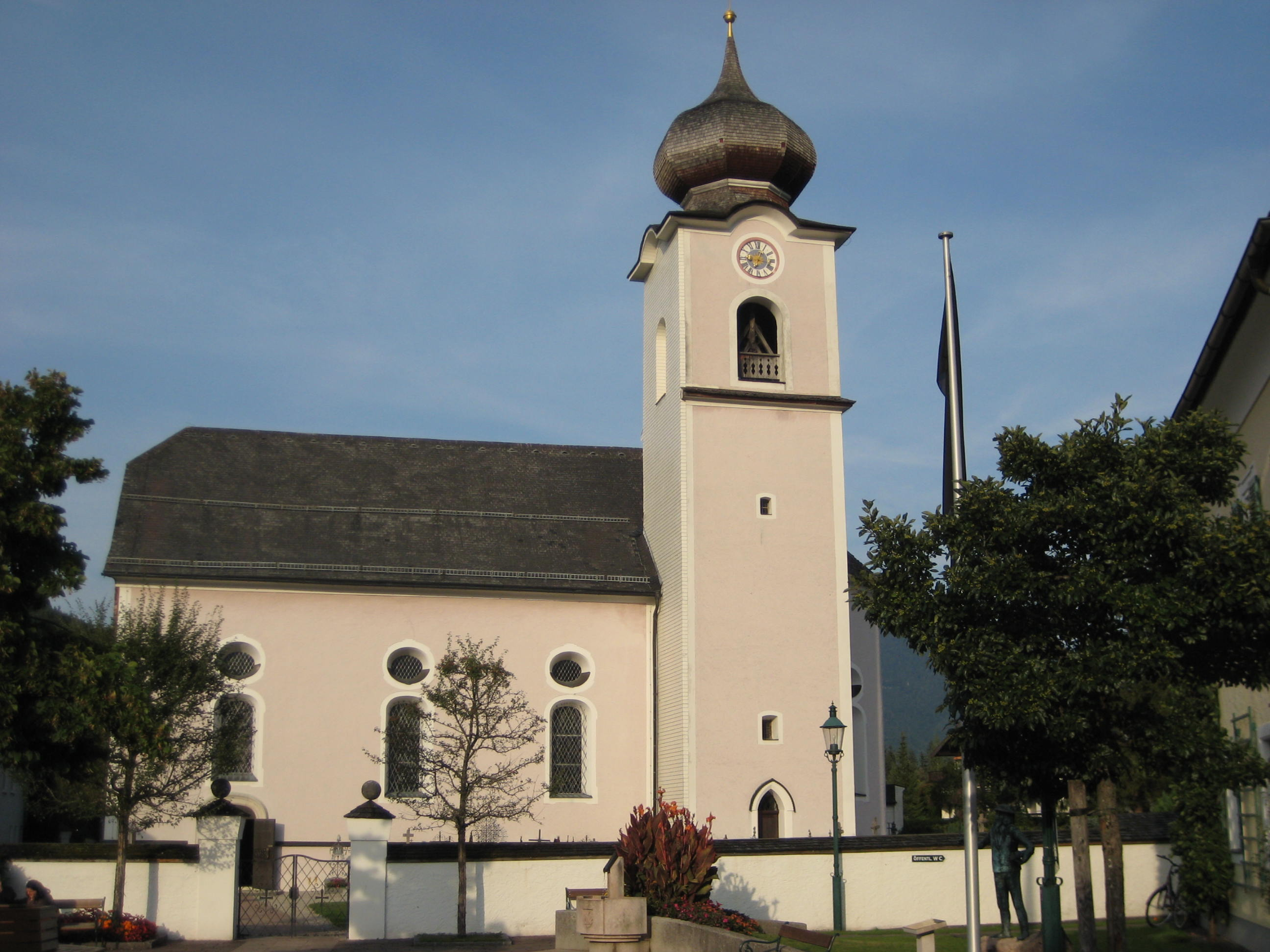
Pfarrkirche Strobl

- Katholische Pfarrkirche Strobl hl. Sigismund
- Deutschvilla: 1896 erbaute, 1923/24 im Jugendstil erweitertes Haus. Die Villa wurde 1938 in der Zeit des Nationalsozialismus beschlagnahmt und enteignet; sie wurde 30 Jahre lang als Pension zur Unterbringung von Teilnehmern der Sommeruniversität im St. Wolfganger Ortsteil Bürglstein genutzt und war zeitweilig von Abbruch bedroht. Seit 2000 ist sie Kulturzentrum. Während der laufenden Renovierung des Gemeindeamtes sind die Amtsräume in der Deutschvilla untergebracht.
- Lederervilla: 1899 erbautes neobarockes Schlössl.
- Marienhof: 1907 in toskanischen Stil errichtete Villa.[5] Ebenfalls vom Abriss bedroht.[4]
- Auf der Kulturpromenade finden sich Werke von Toni Schneider-Manzell, Ilse Sprohar und Eva Mazzucco.

### Regelmäßige Veranstaltungen
- Internationale Literaturakademie Salzkammergut: aus den Strobler Literaturtagen, die seit 1999 jedes Jahr im Sommer in Strobl abgehalten wurden, entstand 2005 die Internationale Literaturakademie Salzkammergut
- Sommerhochschule der Universität Wien in der Deutschvilla
- Poloevent Strobl, jährliches Amateur-Poloturnier im August
- Jahrestagung der Lateinamerikaforschung Austria, seit 1985 im Bundesinstitut für Erwachsenenbildung (BIFEB)[12]

## Wirtschaft und Infrastruktur

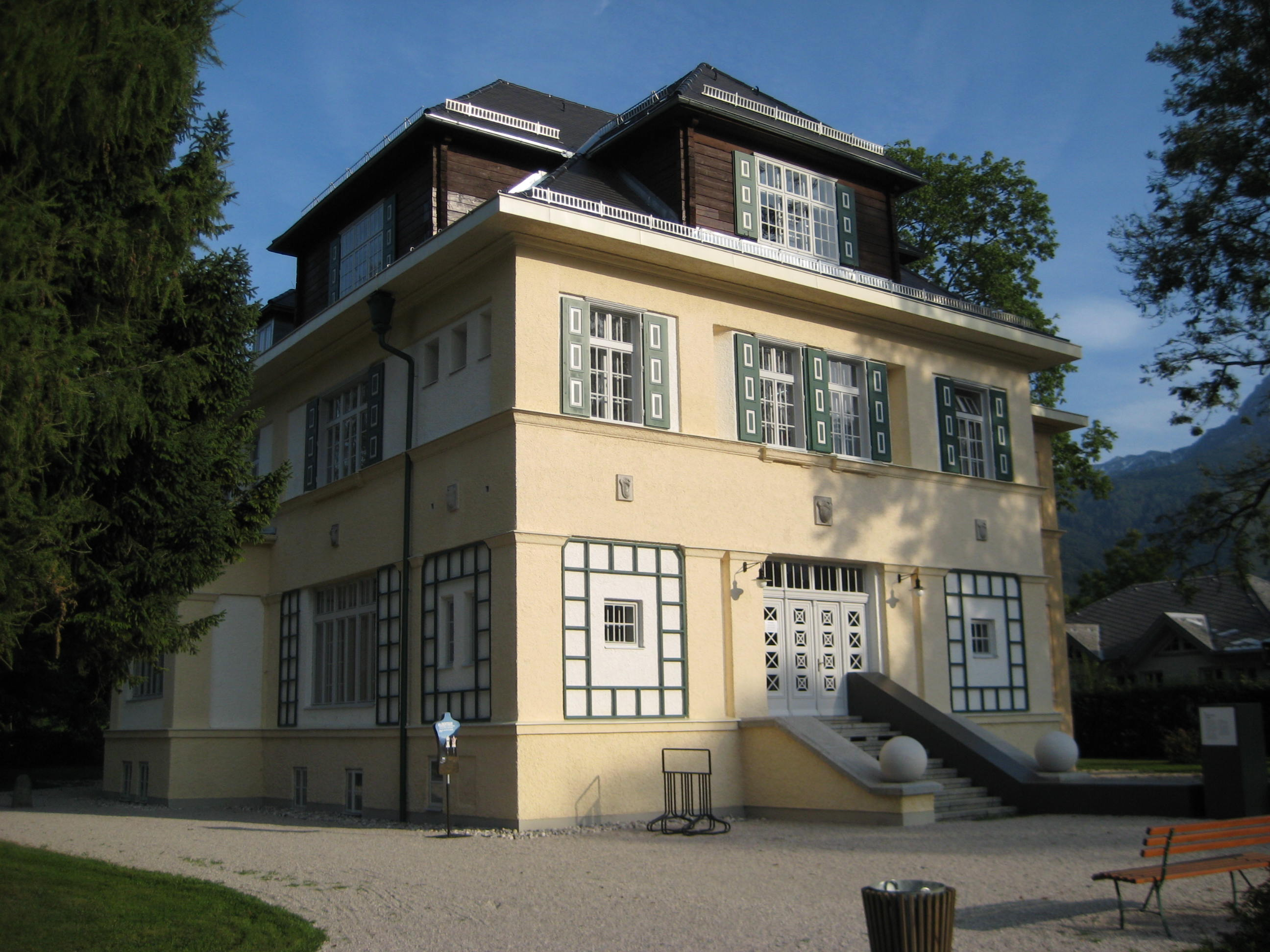
Die Deutschvilla dient als Kulturzentrum

Strobl ist ein Fremdenverkehrsort, der durch die Lage am Wolfgangsee profitiert. Im Jahr 2003 gab es am Ort 228.950 Übernachtungen bei 2.194 Gästebetten. Zusammen mit den Wolfgangsee-Gemeinden St. Gilgen und St. Wolfgang wurde 1998 die Wolfgangsee Tourismus Gesellschaft (WTG) zum Zwecke der touristischen Vermarktung der drei Gemeinden am Wolfgangsee gegründet.
Auf 1300 Meter liegt die mit 42 Quadratkilometern zweitgrößte Alm Mitteleuropas, die Postalm. Das Hochplateau ist sommerliches Erholungsgebiet und Schigebiet – dieses liegt schon im Abtenauer Teil der Postalm.

### Verkehr
- Hauptverkehrsachse ist die B 158 Wolfgangsee Straße von Salzburg nach Bad Ischl, bei Weißenbach und Strobl zweigt die kurze L 116/L 546 St. Wolfganger Straße nach St. Wolfgang ab.
- Die nächstgelegene überregionale Bahnstation ist in Salzburg (45 km) bzw. regional in Bad Ischl (12 km).
- Es besteht eine täglich halbstündliche Busverbindung (Linie 150) nach St. Gilgen, Salzburg und Bad Ischl, sowie die Buslinie 546 nach St. Wolfgang. Man erreicht die Postalm über die mautpflichtige Postalmstraße von Strobl Richtung Abtenau (Lienbachsattel); es besteht auch eine Postbusverbindung von Strobl.
- Strobl ist auch Anlegestelle der Wolfgangsee-Schifffahrt, die heute von der Salzburg AG in Verbund mit der Schafbergbahn betrieben wird.[13]

### Bildung
- Die Deutschvilla, die der Wiener Familie Deutsch ab 1924 als Sommersitz diente, ist ein Kulturzentrum.
- Strobl ist ein bedeutendes Zentrum der Felsbildkunst, die sich entlang der Bergwände an der südöstlichen Seehälfte erstreckt und bis zur Pfahlbaukultur zurückreicht.[14]

## Persönlichkeiten

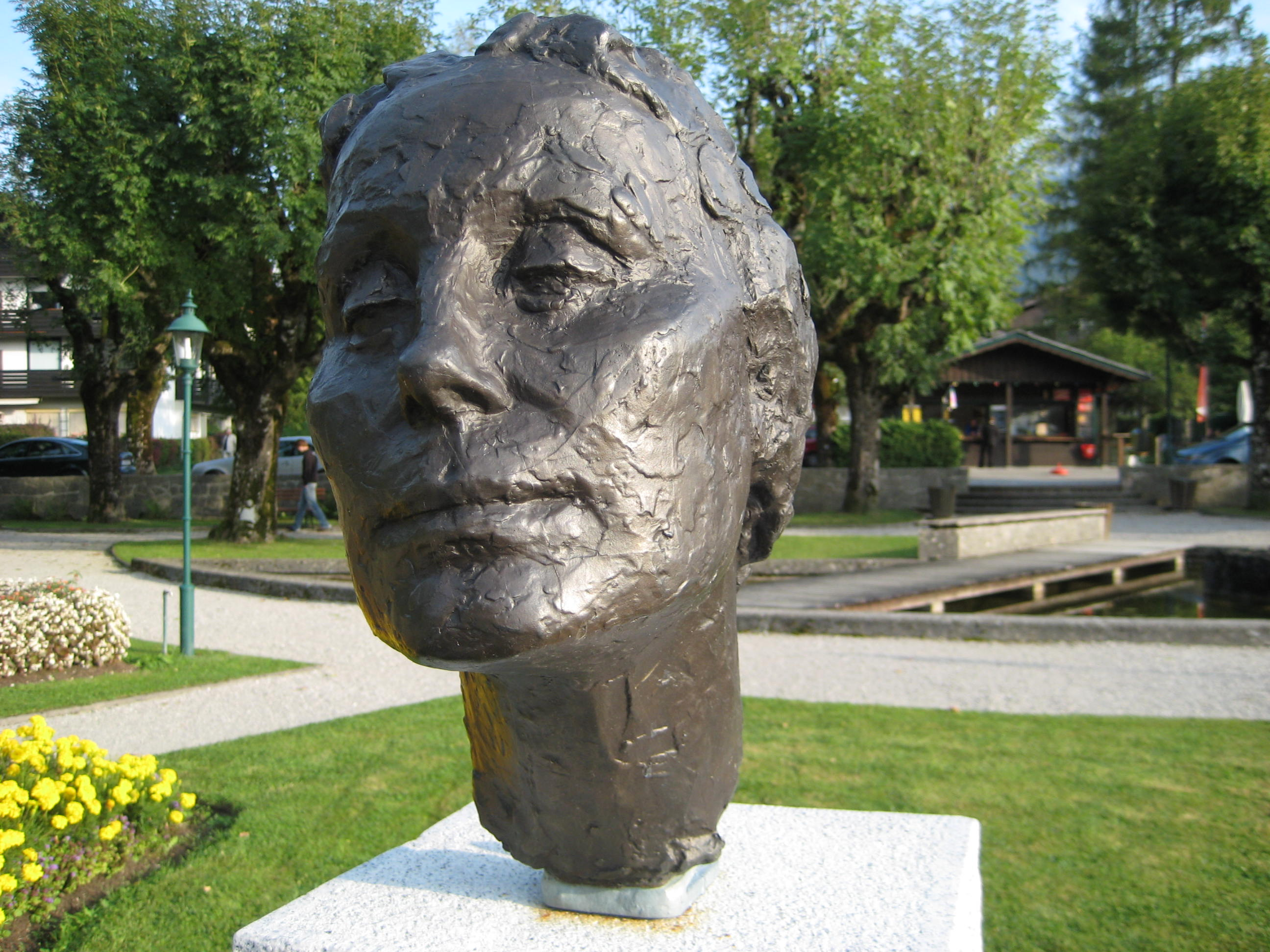
Büste von Helene Thimig-Reinhardt an der Seepromenade

### Ehrenbürger der Gemeinde
- 1912 Eduard Graf von Paar, Generaladjutant des Kaisers Franz Joseph I.
- 1930 Anton Eisl von Eiselberg, Hofrat
- 1931 Gustav Reuter, Hofrat
Franz Xaver Seitz, Pfarrer
- 1946 Johann Baumgartner, Hotelbesitzer (Grandhotel)
Adalbert Lederer
Franz Schenner
Auf Ersuchen des Bezirkshauptmannes Dworschak 1946 ebenfalls zu Ehrenbürgern ernannt:
Franz Rehrl, letzter Landeshauptmann vor dem Krieg
Mark W. Clark, seinerzeit US-Hochkommissar für Österreich
Harry J. Collins, seinerzeit Kommandeur der US-Truppen in Österreich[15]
Edgar Heine (Hume), seinerzeit US-Militärgouverneur für Österreich[16]
Elmar H. Braun
- 1951 Matthias Daxinger, Mitglied der Gemeindevertretung
- 1955 Maximilian Hechenblaikner, Pfarrer
- 1994 Michael Laimer, Altbürgermeister
- 2005 Franz Unterberger, Altbürgermeister

### Söhne und Töchter der Gemeinde
- Vinzenz Maria Süß (* 1802 Weißenbach bei Strobl; † 1868 Salzburg), Begründer des Salzburger Museums Carolino Augusteum
- Josef Freiherr Lasser von Zollheim (* 1814 Weißenbach bei Strobl; † 1879 Wien), Ministerialrat und Innenminister
- Karl Loidl (* 1893 Strobl; † 1965), Abgeordneter zum Oberösterreichischen Landtag
- Karl Gitzoller (* 1905 Strobl; † 2002 Neuhaus an der Triesting), Widerstandskämpfer
- Leopold Engleitner (* 1905 Aigen-Voglhub; † 2013 Puchenau), österreichisches NS-Opfer
- Matthias Hödlmoser (* 1907 in Strobl; † 1981 in Vöcklabruck), Landwirt und Politiker, Ritter vom Heiligen Grab zu Jerusalem
- Benno Wintersteller (* 1940 in Strobl; † 2018 in Wels), Benediktiner des Stiftes Kremsmünster sowie Literaturwissenschaftler
- Eva Mazzucco (* 1925 in Strobl; † 2013 in Salzburg), Bildhauerin und Graphikerin
- Ferdinand Götz (* 1955 Strobl), Künstler

### Personen mit Bezug zur Gemeinde
- Emil Jannings (* 1884 Rorschach; † 1950 Strobl), deutscher Schauspieler und erster Preisträger des Oscars/Bester Hauptdarsteller
- Tassilo Fürst von Fürstenberg (* 1903 Brüssel; † 1987 Strobl), Adeliger aus dem Haus Fürstenberg
- Hugo von Hofmannsthal hatte Strobl in den 1870er Jahren als Rückzugsquartier auserkoren.
- Theo Lingen verbrachte seine Sommerfrische oftmals in Strobl, war aber nicht, wie oftmals angenommen, 1945 für ein paar Tage Bürgermeister von Strobl.
- Leopold, König von Belgien, und seine Familie waren Anfang 1945, begleitet von 200 Personen der Waffen-SS, in Strobl bis zu seiner Befreiung durch die US-Armee im Mai 1945 interniert und blieben bis 1950.
- 1973 zog Hildegard Knef vorübergehend in das Jagdschloss Hubertushof (das Landhaus des Prinzen von Fürstenberg) in Strobl ein.
- Kammerschauspielerin Helene Thimig-Reinhardt, die Frau von Max Reinhardt, lebte mehr als 20 Jahre in Strobl – an der Seepromenade erinnert eine Büste an sie.